# Adam Wenzel Batthyány-Strattmann

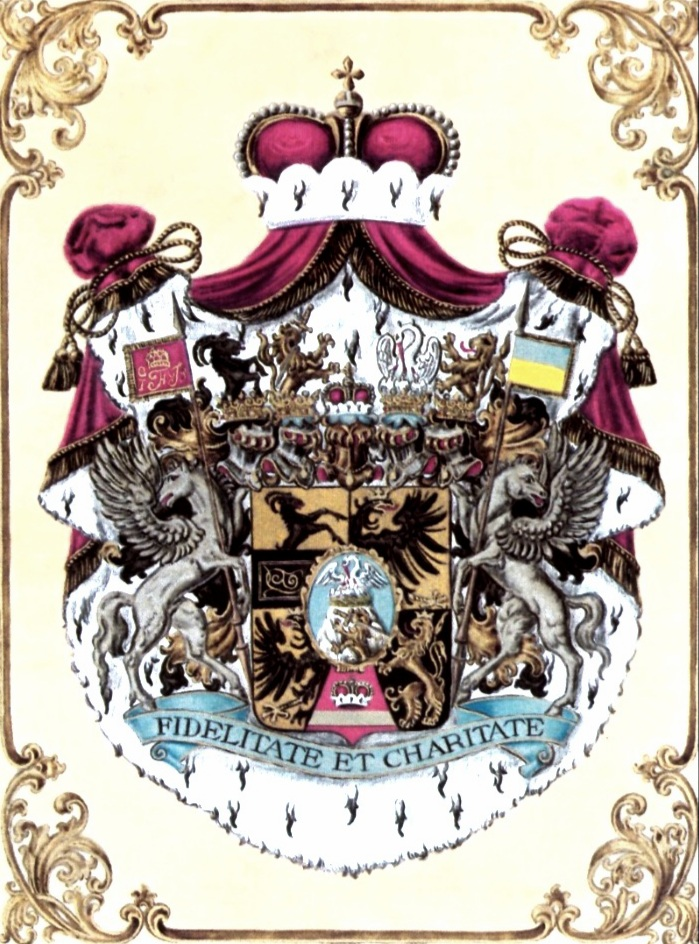
Das große Wappen der Batthyány-Strattmann trägt einen Schild mit dem Wappen der Strattmann, dem unten mittig ein Feld mit Fürstenhut und im Zentrum ein Feld mit Pelikanwappen der Batthyány hinzugefügt wurde.

Adam Wenzel Batthyány-Strattmann (ungarisch Batthyány-Strattmann Ádám Vencel; * 27. März 1722 in Wien; † 25. Oktober 1787 in Rovereto) war ein ungarischer Magnat, Obergespan und Grundherr aus der Adelsfamilie Batthyány. Er wird in deren Stammbaum als Adam IV. Wenzel geführt, und war der zweite Fürst von Batthyány-Strattmann. Da er von seinem Vater neben dem Fideikommiss der Batthyány auch das der Strattmann erbte, war er allerdings der erste Fürst, der den Doppelnamen Batthyány-Strattmann führte. Sein Onkel und Vorgänger Karl I. Josef führte den Titel Fürst von Batthyány.

## Herkunft und Familie
Adam Wenzel entstammte dem alten und weit verzweigten ungarischen Magnatengeschlecht Batthyány, das als Grafen und Fürsten zu den bedeutendsten Adelsfamilien der Habsburgermonarchie gehörte. Als ältester Sohn des späteren ungarischen Hofkanzlers und Palatins Ludwig I. Ernst Graf Batthyány und dessen Ehefrau Therese, geb. Gräfin Kinsky (1700–1775) entstammte er der älteren, sogenannten Christoph-Linie der Familie bestehend aus den Nachkommen seines Urgroßvaters Christoph II. Batthyány. Seine Großeltern väterlicherseits waren Adam II. Graf Batthyány und Eleonore, geb. Gräfin Strattmann, mütterlicherseits Wenzel Norbert Octavian Graf Kinsky und Maria Anna Theresia, geb. Gräfin Nesselrode.
Sein Vater und dessen Bruder Karl I. Josef bekleideten höchste Hof- und Staatsämter unter Maria Theresia. Letzterer wurde in Anerkennung für seine Leistungen als General, Feldmarschall, Obersthofmeisters und Erzieher des späteren Kaisers Joseph II. 1763/64 in den Fürstenstand erhoben. Adam Wenzel war der Bruder von Kardinal Josef II. Graf Batthyány, des Grundherren und Unternehmers Theodor I. Graf Batthyány, sowie des Offiziers und Grundherren Philipp I. Graf Batthyány (1735–1795).

## Leben und Wirken
Der spätere Fürst Batthyány-Strattmann wurde als zweites Kind seiner Eltern in Wien geboren, wo die Familie ein von Johann Bernhard Fischer von Erlach im Auftrag von Adam Wenzels Großvater Adam II. errichtetes Barockpalais bewohnte – das heutige Palais Schönborn-Batthyány. Die Familie verbrachte auch regelmäßig Zeit auf ihren ungarischen Gütern, vor allem auf Schloss Rechnitz und auf Schloss Körmend, das der Hauptsitz seines Vaters war, und das sich später zum Zentrum der fürstlichen Linie der Familie entwickeln sollte. Als Kinder des einflussreichen ungarischen Hofkanzlers und Palatins Maria Theresias genossen Adam Wenzel und seine Geschwister eine der Zeit entsprechende standesgemäße Ausbildung.
Bereits zu Lebzeiten seines Vaters Ludwig I. Ernst hatte er von diesem die Herrschaft Kanizsa erhalten. Bei dessen Tod im Jahr 1765 erbte Adam Wenzel neben dem Familienfideikommiss noch die Herrschaften Sellye und Szökesfölde, sowie den späteren fürstlichen Teil der Grundherrschaft Güssing, das seit 1524 der Stammsitz der Familie war. Der andere Teil der Herrschaft gehörte zum Scharfensteiner Zweig der Familie, dessen Oberhaupt Adam III. der Enkel des Bruders von Adam Wenzels Urgroßvater Christoph II. war. 1772 erbte Adam Wenzel den Fürstentitel von seinem Onkel Karl I. Josef, dessen Nachkommen alle bereits im Kindesalter verstorben waren. Da Adam mit dem Tod seines Vaters neben dem Majorat der Batthyány auch das der Strattmann geerbt hatte, führt die ehemals fürstliche Primogenitur der Familie seit diesem Zeitpunkt den Doppelnamen Batthyány-Strattmann.

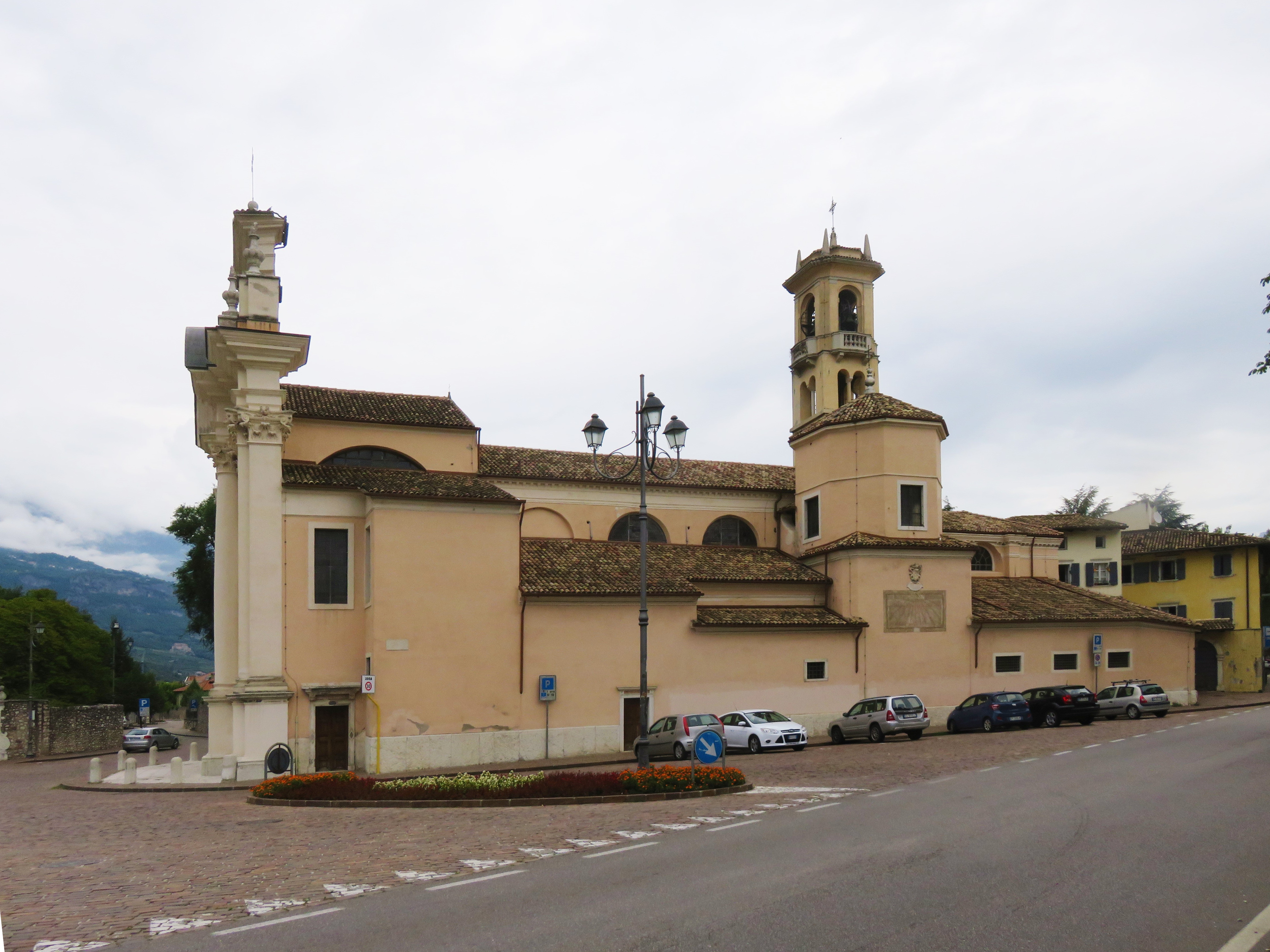
Die Chiesa San Giovanni Battista in Rovereto im heutigen Trentino

Adam Wenzel verstarb auf einer längeren Reise im heutigen Trentino, in Sacco bei Rovereto. Er wurde vor Ort bei der Chiesa di San Giovanni Battista bestattet, sein Herz wurde aber in die Batthyány-Familiengruft unter Franziskanerkloster und Klosterkirche Güssing gebracht, wo es sich bis heute befindet.

## Ehe und Nachkommen
Aus der Ehe Adams mit Theresia, geb. Gräfin Illésházy (1734–1807) gingen drei Kinder hervor:
- Ludwig II. Fürst Batthyány-Strattmann (1753–1806)

1. Franziska, geb. Gräfin Pálffy (1753–1778)
2. Elisabeth, geb. Gräfin Pergen (1755–1815)

- Anton Batthyány († 1753)
- Josef Batthyány (1759–1762)

## Auszeichnungen
- k.k. Kämmerer
- Wirklicher Geheimer Rat
- Erbobergespan des Komitates Eisenburg
- Vizeban von Kroatien
- Generalfeldzeugmeister und Inhaber des Infanterieregimentes Nr. 34[16]